# Chelonus versatilis
Chelonus versatilis är en stekelart som först beskrevs av Wilkinson 1932.  Chelonus versatilis ingår i släktet Chelonus och familjen bracksteklar. Inga underarter finns listade i Catalogue of Life.